# Hovsep Arghouthian
Hovsep (II) Arghouthian (en arménien Հովսեփ Բ ; né à Sanahin le 23 mai 1743, mort à Tiflis (actuelle Tbilissi) le 9 mars 1801) est Catholicos de tous les arméniens élu de l'Église apostolique arménienne de 1800 à 1801. Il fait partie des premiers de la lignée Argoutinsky-Dolgoroukoff. Son père se nommait Shiosh Bek et sa mère Ketevan,. Joseph avait trois frères - Movses, Parsadan, Bezhan et une sœur - Mariam. Il n’existe pratiquement aucune donnée sur l’enfance et l’adolescence de Joseph. On sait seulement qu'il a fait ses études primaires au monastère de Sanahin, après quoi il a été envoyé à Echmiadzin.

## Biographie
Le russophile Catholicos Ghoukas ou Lucas Ier d'Erzeroum meurt le 28 décembre 1799 après avoir désigné comme son héritier le vartaped Hovsep Arghouthian, qui était le fils d’un certain Schioch Beg (vers 1750) (et sa mère Ketevan (Кетеван)), de la lignée des princes Mkhargrdzéli-Arghoutaschvili (en géorgien მხარგრძელი-არღუთაშვილი), eux-mêmes issus de la grande famille arméno-géorgienne des Mkhargrdzéli-Zachariades.
Hovsep Arghouthian (en russe : Иосиф Аргутян) était l'archevêque des Arméniens de l’Empire russe depuis 1773, décoré de l'ordre de Sainte-Anne par le tsar Paul Ier de Russie ; il manifestait le désir de réunir l'Église orthodoxe et l'Église apostolique arménienne. En 1800, l’empereur Paul Ier de Russie l'élève  à la dignité de prince russe pour le remercier des services rendus à la Russie, en lui permettant d'ajouter à son nom celui de Dolgorouki, emprunté à la maison princière russe des Dolgorouki, bien que les deux familles n'aient aucune parenté : les deux noms, en arménien et en russe, ayant le même sens, « long bras » il portera alors le nom Argoutinsky-Dolgorouki. Le nom se transmettra à son neveu, le futur général Moïsseï Argoutinski-Dolgorouki.

En 1779, Joseph Argutian a 50 ans. Il était à son apogée quand il a été officiellement reconnu comme le chef de tous les Arméniens de Russie. Son pouvoir s'étendait alors de Saint-Pétersbourg à Astrakhan et à Moscou, du Caucase au Dniepr. Le 10 mars 1780, Joseph Argutinsky a été nommé chef des Arméniens de Nakhitchevan et a tracé la totalité de leur parcours de la Crimée aux terres vacantes du Don, contribuant ainsi à résoudre les problèmes les plus difficiles qui les opposaient sans cesse. Le 2 novembre 1780, l'archevêque, dirigeant des Arméniens de Russie, entra dans le pays de Don pour visiter les villages de Nesvite et Salah. Le 4 novembre 1780, il arriva à Nakhitchevan et s'arrêta à l'endroit où il érigea plus tard le monastère de Surb Khach. Le 5 novembre 1780, il visita la ville de Nakhitchevan même et se situa à l'endroit où les tentes étaient étirées (et où, après 220 ans, des descendants reconnaissants érigeraient un monument en son honneur). Le jour de son arrivée, l'archevêque Joseph Argutinsky s'est rendu dans la forteresse de Dmitry Rostovsky auprès du commandant Simon Guryevich Guryev et a donné la prière dans la petite église de la forteresse en bois "Protection", où il a prononcé les paroles connues de tous: "Nous avons maintenant l'amertume et la douleur de votre joie."

Le 21 avril 1781, le jour de l’accession de l'impératrice Catherine II au trône, la ville de Nakhichevan est proclamée et le premier maire a été élu et un conseil municipal spécial a été organisé, assurant l'indépendance dans la gestion de la ville. Le conseil municipal était composé de départements judiciaire, policier, exécutif, administratif et économique. La législation judiciaire en Nakhitchevan a été appliquée par un magistrat sur la base de "juge arménien" écrit par Argutinsky, qui était basé sur les lois de Justinien. En 1782, Argutinsky créa le "tribunal des chanoines de l'église", dans la préface de laquelle il écrivit: "Dans des conditions où il n'y a pas d'état, la seule organisation capable de résoudre les problèmes nationaux et politiques est l'église". En plus du conseil municipal, la Douma de la ville a été établie à Nakhitchevan, composé de 24 représentants des habitants et de 5 membres du conseil municipal. Le travail de la Douma était régi par une constitution spéciale composée de 13 articles. La Douma a soulevé des questions de nature économique, concernant l’amélioration de la ville, la situation des citoyens, la construction de routes et de ponts, et les rapports financiers du maire ont été entendus. En 1785, l'archevêque Argutinsky ouvrit une école pour eux à Nakhitchevan. En 1786, il exporta des marchands du Nakhitchevan en Inde où, dans la communauté arménienne, il organisa une collecte de fonds au profit des Arméniens qui avaient été réinstallés de la Crimée à Nakhitchevan. Il est revenu avec de riches dons d'or, d'argent, de vaisselle et de pierres précieuses.
Les archives de l'époque indiquent que la meilleure maison de Nakhitchevan était le manoir de l'archevêque Joseph Argutinsky, construit dans le nord de la ville, selon un projet spécial, avec dépendances et à l'image de la maison du prince G. Potemkine à Saint-Pétersbourg. Dans cette maison, Catherine II devait y rester lorsqu'elle voyagerait vers la Crimée, mais ça ne se produisit pas et le 14 novembre 1794, lors de son voyage, elle emprunta un autre chemin. La résidence, supposée royale, a été confiée à Mgr Joseph Argutinsky, mais il a ordonné à sa manière: la partie est du bâtiment a été confiée au conseil diocésain et, dans la partie ouest, il y avait une école de la ville.
Avec un amour particulier, Argoutinsky a commencé la construction du monastère Surb Khach (Sainte-Croix), qui a été fondée en 1786 et consacrée le 27 novembre 1792. Elle a été construite dans le style russo-byzantin, sur le modèle d'un académicien en architecture I.Ye. Starov (1744-1808). En 1791, Joseph Argutinsky ouvrit un pensionnat à Surb Khache pour préparer ceux qui souhaitaient recevoir un titre spirituel. Il pensait que l'une des tâches du monastère était "d'être une école scientifique pour les Russes et les Arméniens". Après la capture d'Ismaël, un grand nombre d'enfants orphelins sans abri d'origine non-arménienne sont apparus. Joseph Argoutinsky a rassemblé 30 orphelins et les a emmenés au monastère de Surb Khach pour un soutien et une formation complète. Dans son journal - "davtar" - il écrit à propos de Surb Khach que c'est « Pour créer une école et une imprimerie ». Sur le panneau de marbre, fixé à gauche des portes sud du monastère, il y avait écrit le texte suivant: « Le monastère a été construit avec la bénédiction de Dieu, et une école et une imprimerie ont été établies par lui, moi-même, fils de Santaitsa Argutyan Shiosh bek et messager de Saint Echmiadzin et chef des Arméniens de l'État de Russie, Mgr Joseph et consacré en 1791 à partir de la naissance du Christ et sur le calendrier arménien en septembre 1240. Joseph Consacré le 27 novembre 1792» 
Le rôle de Mgr Joseph Argutinsky dans l'organisation de l'impression de livres en arménien dans les villes et les colonies, où vivaient les Arméniens, est important. Ainsi, en 1780, la première imprimerie arménienne de Russie fut fondée et fonctionnait activement à Saint-Pétersbourg. Cette imprimerie appartenait à Grigory Khodzhamalovich Khaldaryan. Il était originaire de New Julfa et faisait du commerce en Inde: En 1789, Joseph Argutinsky a acheté une imprimerie à la veuve de Khaldaryan et l'a transférée de Saint-Pétersbourg à Nor-Nakhichevan, dans une pièce spécialement construite du monastère de Surb Khach.
Le clergé traditionaliste d’Etchmiadzin de son côté souhaitait que le patriarche arménien de Constantinople soutenu par l’Empire ottoman, Daniel de Sourmari, soit le nouveau Catholicos.
Grâce à l’appui de l’empereur Paul Ier de Russie et du roi Georges XII de Géorgie, Hovsep Arghouthian est finalement élu Catholicos le 29 mars 1800, et reconnu comme tel par l’Iran. Il meurt à Tiflis le 9 mars 1801 sur la route d’Etchmiadzin.
Son décès va ouvrir une succession difficile du fait de rivalités personnelles et de l’intervention des puissances régionales impliquées dans l’affaire.

### Source
- (en) Georges A. Bournoutian, Russia and the Armenians of Transcaucasia 1797-1889, Mazda Publishers, 1998  (ISBN 1568590687), p. 516.
- Marie-Félicité Brosset, Histoire de la Géorgie, partie II : Histoire moderne, livraison II, Saint-Pétersbourg, 1857, p. 268, notes no 1 et 2.